# Амеронген (замок)

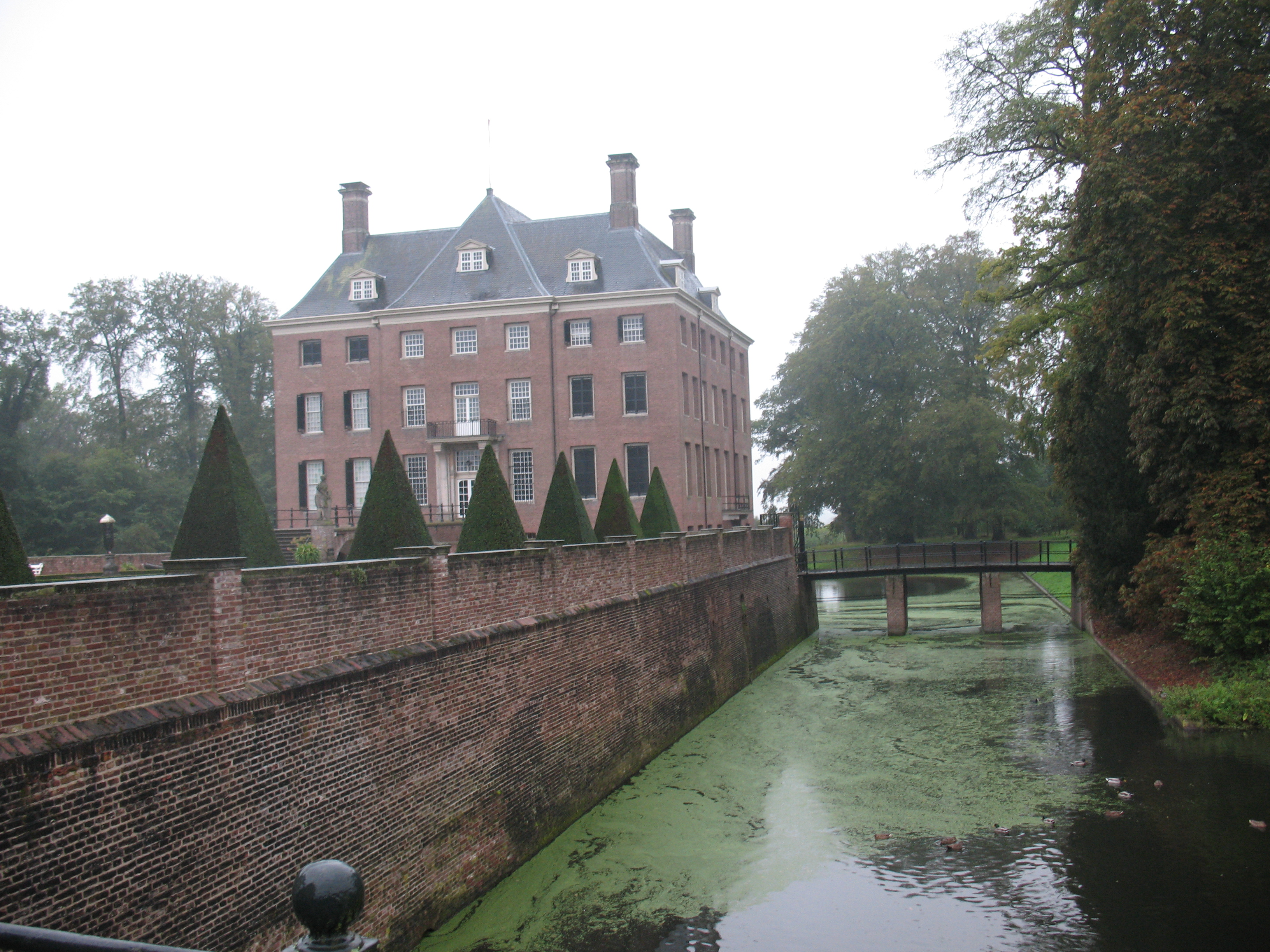
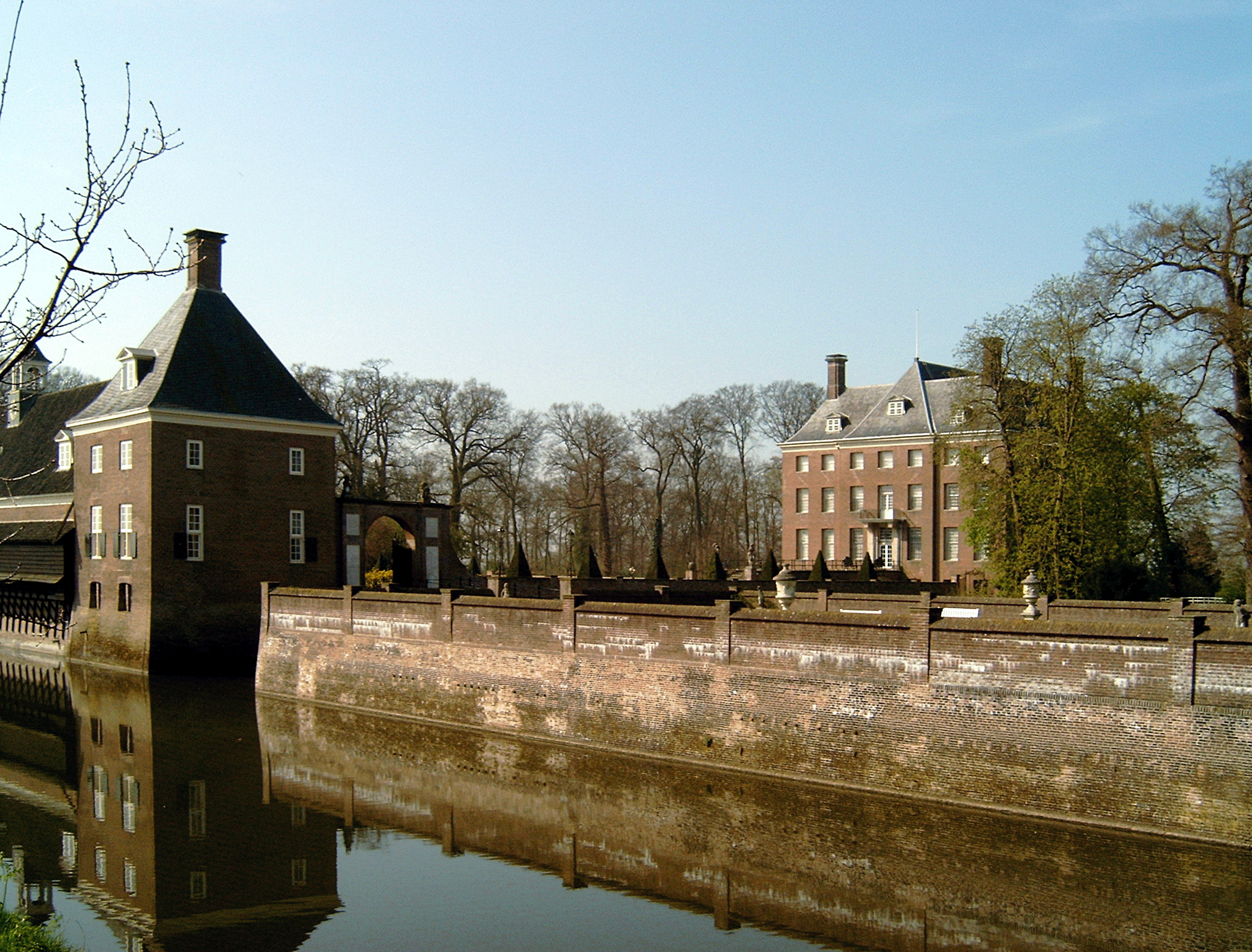
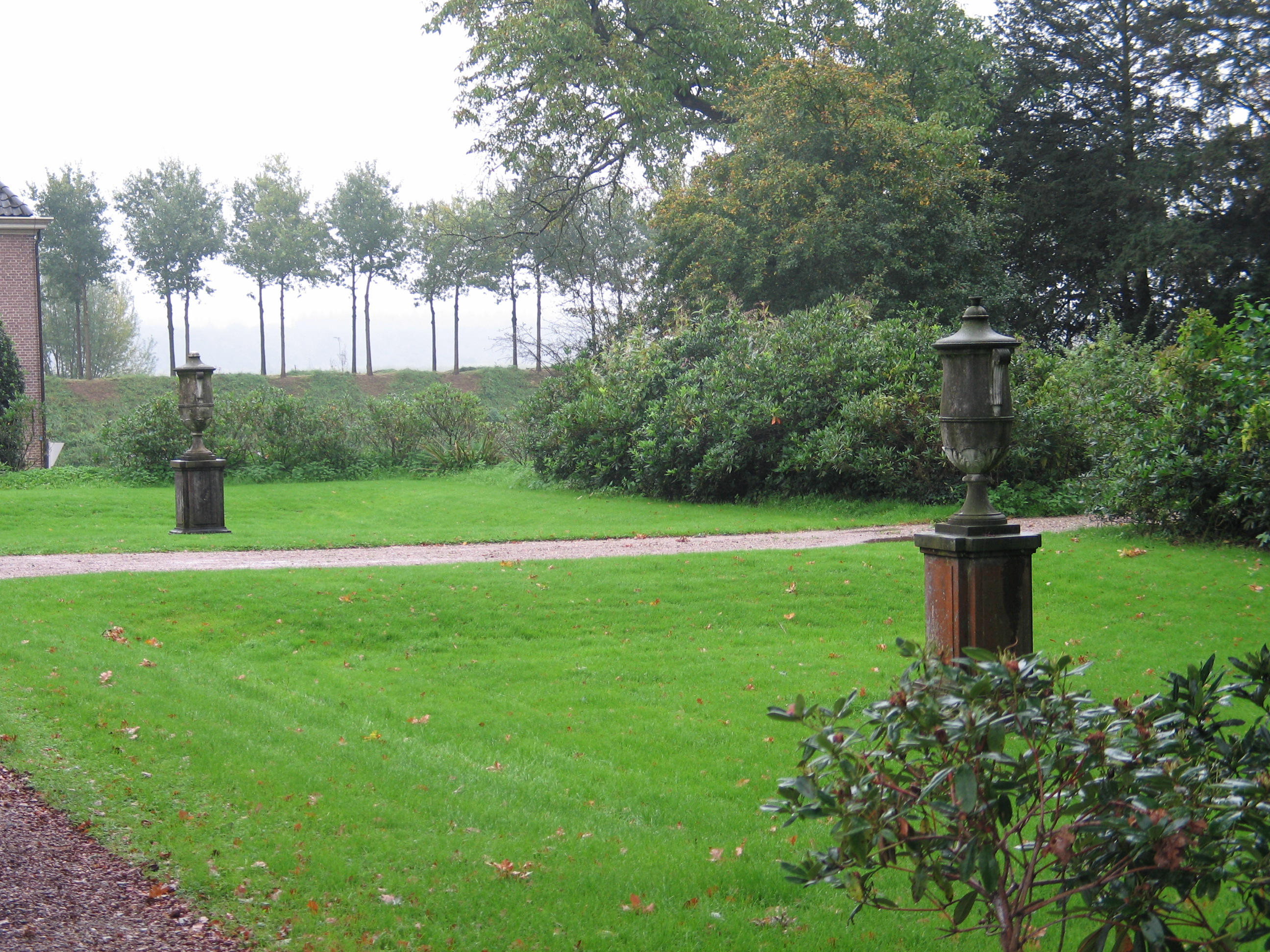
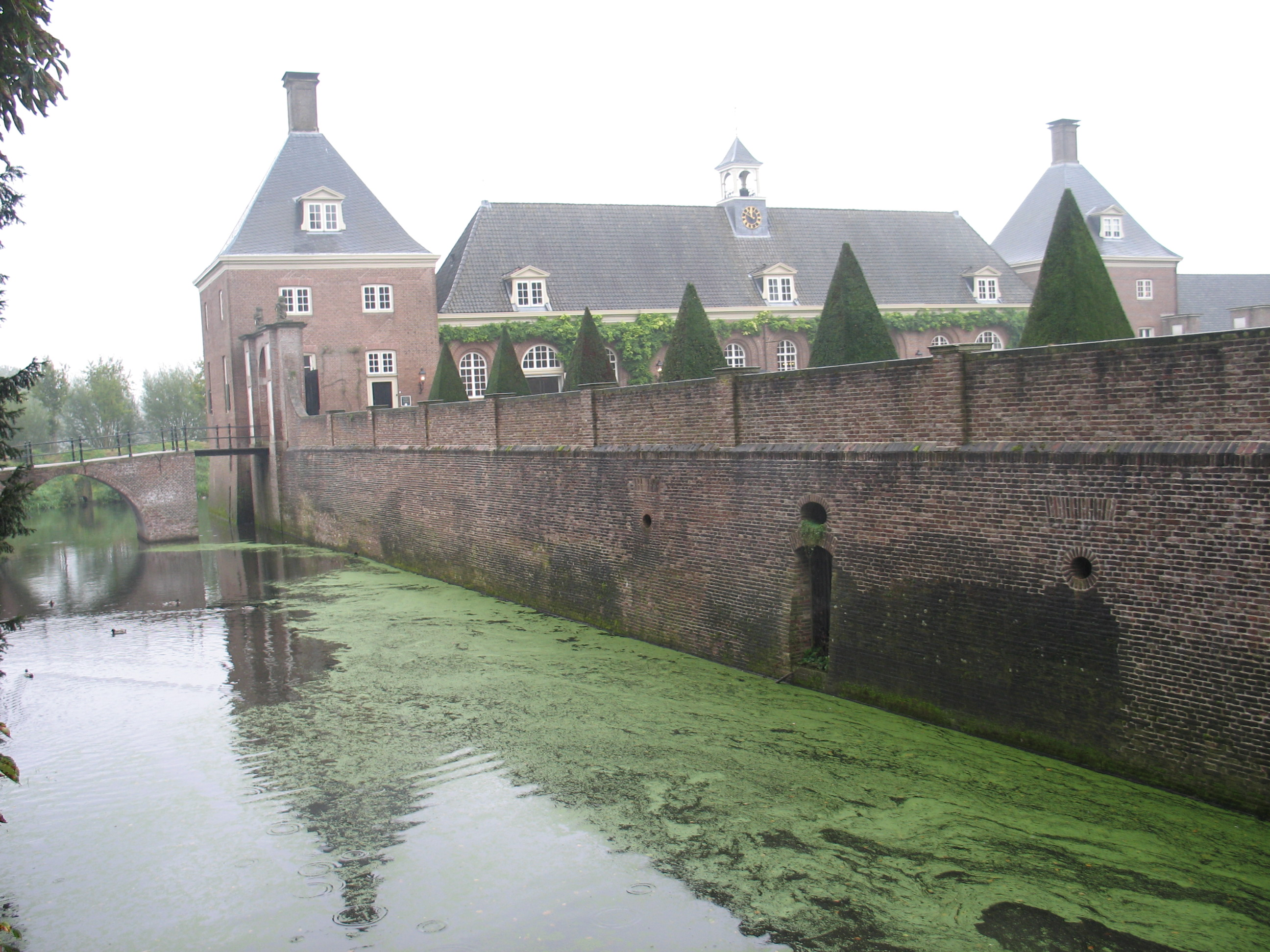

Замок Амеронген (нід. Kasteel Amerongen) — будівля кінця XVII століття, зведена на місці середньовічного замку в селі Амеронген (провінція Утрехт). У комплекс входять і відреставровані залишки ранніх захисних споруд.
Будівництво замку й укріплень поблизу торгових шляхів почали брати Борре в липні 1286 року з дозволу Флоріса V. Замок стояв біля берега Рейну, де було розвинене судноплавство. 1427 році герцог Гельдернський захопив і зруйнував його, але потім замок відновили. 1672 року («рік лих») під час Голландської війни замок пограбували і спалили французи. Однак уже до кінця XVII століття його відновлено в стилі голландського класицизму.
У XIX столітті замок переважно був порожнім, але 1879 року його придбав Годард граф ван Альденбург (Godard graaf van Aldenburg). До реконструкції він запросив відомого нідерландського архітектора Пітера Кейперса.
Вільгельм II, який утік з Німеччини 1918 року, спершу оселився в замку Амеронген. Але 1920 року він переїхав до палацу Дорн, де прожив до своєї смерті 1941 році.
Від 1977 року стан замку підтримує фонд. Сучасний інтер'єр нагадує стан 1940 року, коли в ньому помер граф ван Альденбург.
Замок Амеронген включено до Топ-100 місць культурної спадщини Нідерландів.

2011 року Пітер Гріневей і Саскія Боддеке зняли фільм, де показано день з життя замку — 21 червня 1680 року.